# Zarechny, tỉnh Penza
Zarechny (tiếng Nga: Заре́чный), gọi là Penza-19 (Пе́нза-19) giai đoạn 1962–1992 là một thành phố đóng cửa Nga. Thành phố này thuộc chủ thể Penza Oblast. Thành phố có dân số 62.970 người (theo điều tra dân số năm 2002). Đây là thành phố lớn thứ 257 của Nga theo dân số năm 2002. Dân số qua các thời kỳ: 63,579 (Điều tra dân số 2010); 62,970 (Điều tra dân số 2002).
Nó được thành lập vào năm 1958 trên lãnh thổ huyện thành phố Zarechny của Pensa. Nó đã được đóng cửa và đặt tên là Penza-19 vào năm 1962 và đổi tên thành Zarechny vào năm 1992.
Đơn vị sử dụng lao động chính của Zarechny Rosatom và một ngành công nghiệp chủ yếu là sản xuất của các thành phần vũ khí hạt nhân. Các ngành công nghiệp khác bao gồm điện tử và phần mềm.